# Alex Hyde-White
Alexander Punch "Alex" Hyde-White, född 30 januari 1959 i London, är en brittisk-amerikansk skådespelare.

## Bakgrund
Hyde-White föddes i London, som son till skådespelaren Wilfrid Hyde-White (1903–1991), och dennes hustru Ethel Drew (född Korenman). Han växte sedan därefter upp i amerikanska Palm Springs, Kalifornien, där han gick på Palm Springs High School. Han hade också ettåriga studier på Georgetown University i Washington, D.C., innan han slutligen valde att hoppa av dem, för att påbörja sin skådespelarkarriär.

## Karriär
Hyde-Whites allra första TV-framträdande var som artonåring, i TV-serien Quincy, där han under ett avsnitt sade repliken: "Leave my mother alone" (ungefärlig, svensk översättning: "Låt min mamma vara"), till skådespelaren Jack Klugman. Han skulle senare också komma att medverka i ett flertal avsnitt av Stridsplanet Galactica, samt i TV-serien Buck Rogers, där fadern Wilfrid också medverkade. Fadern och sonen medverkade också tillsammans i The Merv Griffin Show år 1980, vars klipp senare kom att bli en del av dokumentärfilmen Three Days (of Hamlet) år 2012.
År 1994 spelade Hyde-White rollen som Reed Richards / Mr. Fantastic, i den osläppta superhjältefilmen The Fantastic Four. Trots att filmen, som var en så kallad "lågbudgetfilm", aldrig blev officiellt släppt, så har det förekommit en del piratkopior av den på internet, samt en del olika filmklipp, detta på plattformarna YouTube och Dailymotion. Han har utöver detta även spelat rollen som bland annat den unge Henry Jones Sr., i Indiana Jones och det sista korståget, och Dick Kesner, i Catch Me If You Can, båda i regi av Steven Spielberg.

## Privatliv
Hyde-White var mellan åren 1986 och 1992 gift med skådespelerskan Karen Dotrice, med vilken han har en son, vid namn Garrick. Sedan år 1997 är han istället gift med Shelly Bovert, med vilken han har ytterligare en son, vid namn Jackson. Han är bosatt i Santa Monica, Kalifornien.

## Filmografi (i urval)

### Filmer
- 1982 – Leksaken
- 1986 – Biggles
- 1987 – Ishtar
- 1989 – Indiana Jones och det sista korståget
- 1990 – Pretty Woman
- 1994 – The Fantastic Four
- 2002 – Catch Me If You Can
- 2003 – Gods and Generals
- 2011 – Tintins äventyr: Enhörningens hemlighet
- 2012 – Game Change
- 2022 – Nope

### TV-serier
- 1978 – Stridsplanet Galactica (TV-serie)
- 1981 – Buck Rogers (TV-serie)
- 1986 – Matlock (TV-serie)
- 1991–1992 – Mord och inga visor (TV-serie)
- 1994 – Walker, Texas Ranger (TV-serie)
- 1995 – Babylon 5 (TV-serie)
- 1997 – Diagnos mord (TV-serie)
- 2003 – Vita huset (TV-serie)
- 2006 – Bones (TV-serie)
- 2010 – NCIS (TV-serie)
- 2011 – The Mentalist (TV-serie)
- 2011 – Dexter (TV-serie)
- 2015 – Agents of S.H.I.E.L.D. (TV-serie)
- 2016 – Shameless (TV-serie)
- 2019 – This Is Us (TV-serie)
- 2020 – General Hospital (TV-serie)